# Sociedad Constructora de Establecimientos Hospitalarios
La Sociedad Constructora de Establecimientos Hospitalarios (SCEH) fue una sociedad anónima de participación mixta chilena que tenía como funciones la construcción y transformación de edificios destinados a establecimientos hospitalarios. Creada por la Ley N.º 7.874 del 17 de octubre de 1944 y disuelta en junio de 1982.
La estructura y participación en la sociedad anónima estaba conformada por tres series de acciones:
- serie F suscrita por el Fisco;
- serie B suscrita por la Junta Central de Beneficencia y Asistencia Social, que era el organismo semipublico encargado de la administración de los hospitales públicos. Reemplazado en 1952 por el Servicio Nacional de Salud (SNS); y
- serie P por el público.

Sus ingresos provenían de las inversiones que efectuara, aportes del fisco y el presupuesto nacional, y de la Polla Chilena de Beneficencia. Los terrenos usados eran adquiridos por la SCEH, o eran de la Junta (posterior SNS) o de propiedad fiscal o donaciones de particulares.
La administración de la SCEH estaba a cargo de un Directorio. El cual estaba conformado por dos directores nombrados por el presidente de la República, dos por la Junta (posteriormente SNS) y tres por lo poseedores de las acciones de la serie P. Entre los cual se elegía el presidente de la Sociedad y duraban tres años en sus cargos con la posibilidad de ser reelectos. Su primer presidente fue el Dr. Sótero del Río Gundián, uno de los impulsores de la ley que creaba la SCEH.
Véase también Sociedad Constructora de Establecimientos Educacionales (SCEE) que funcionó entre 1937-1987.